# It's Only Rock 'n Roll (But I Like It)
It's Only Rock 'n Roll / Through The Lonely Nights je pilotní singl k albu It's Only Rock 'n Roll rockové skupiny The Rolling Stones. Singl vyšel 26. července 1974 a ve Velké Británii se umístil na 10. pozici. V USA se zastavil na 16. místě. Píseň It's Only Rock 'n Roll byla natočena v roce 1974 v Island Recording Studios v Londýně, avšak první verze písně pochází z roku 1973 ze společného session Micka Jaggera a budoucího člena The Rolling Stones Rona Wooda v jeho domácím nahrávacím studiu. Píseň Through The Lonely Nights byla natočena již v roce 1972 v Dynamic Sound Studios v Kingstonu na Jamajce při nahrávání alba Goats Head Soup. It's Only Rock 'n Roll vyšla na albu It's Only Rock 'n Roll, Through The Lonely Nights byla do té doby nikdy nevydaná. Autory skladeb jsou Mick Jagger a Keith Richard. K písni It's Only Rock 'n Roll bylo taktéž natočeno promo video.

## Základní informace
A strana
"It's Only Rock 'n Roll (But I Like It)" (Jagger / Richard) - 5:08
B strana
"Through The Lonely Nights" (Jagger / Richard) - 4:11